# 아마야 (드라마)
《아마야》(필리핀어: Amaya)는 2011년부터 2012년까지 방영된 필리핀의 드라마이다.